# Rhinochelys
La rinochelide (gen. Rhinochelys) è una tartaruga marina estinta, strettamente imparentata con i dermochelidi. Visse nel Cretaceo superiore (circa 90 - 70 milioni di anni fa) e i suoi resti fossili sono stati ritrovati in Europa e Asia.